# Karlsruher Sport-Club Mühlburg-Phönix
El Karlsruher Sport Club, nom complet, Karlsruher Sport Club von 1894 Mühlburg-Phönix e.V., és un club de futbol alemany de la ciutat de Karlsruhe, a Baden-Württemberg.

## Història
Els orígens del club els trobem en el FC Phönix (6 de juny de 1894). Aviat es convertí en un important club i guanyà el campionat alemany el 1909. Tres anys més tard es fusionà amb el FC Alemannia i formà el KFC Phoenix (Phoenix Alemannia). Durant la Segona Guerra Mundial el club es combinà al Germania Durlach temporalment, amb el nom de Phoenix/Germania Karlsruhe.
D'altra banda el 1905 nasqué el FC Mühlburg (a partir dels clubs 1. FV Sport Mühlburg (1890) i Viktoria Mühlburg (1892)) i el 1911 el VfB Karlsruhe (com a fusió de FC Germania (1898) i FC Weststadt (1902)). Aquests dos clubs, FC Mühlburg i VfB Karlsruhe, es fusionaren el 1933 formant el VfB Mühlburg.
Aquests dos clubs, Phoenix i Mühlburg, es van unir el 1952 per formar l'actual Karlsruher Sport-Club Mühlburg-Phönix e.V.

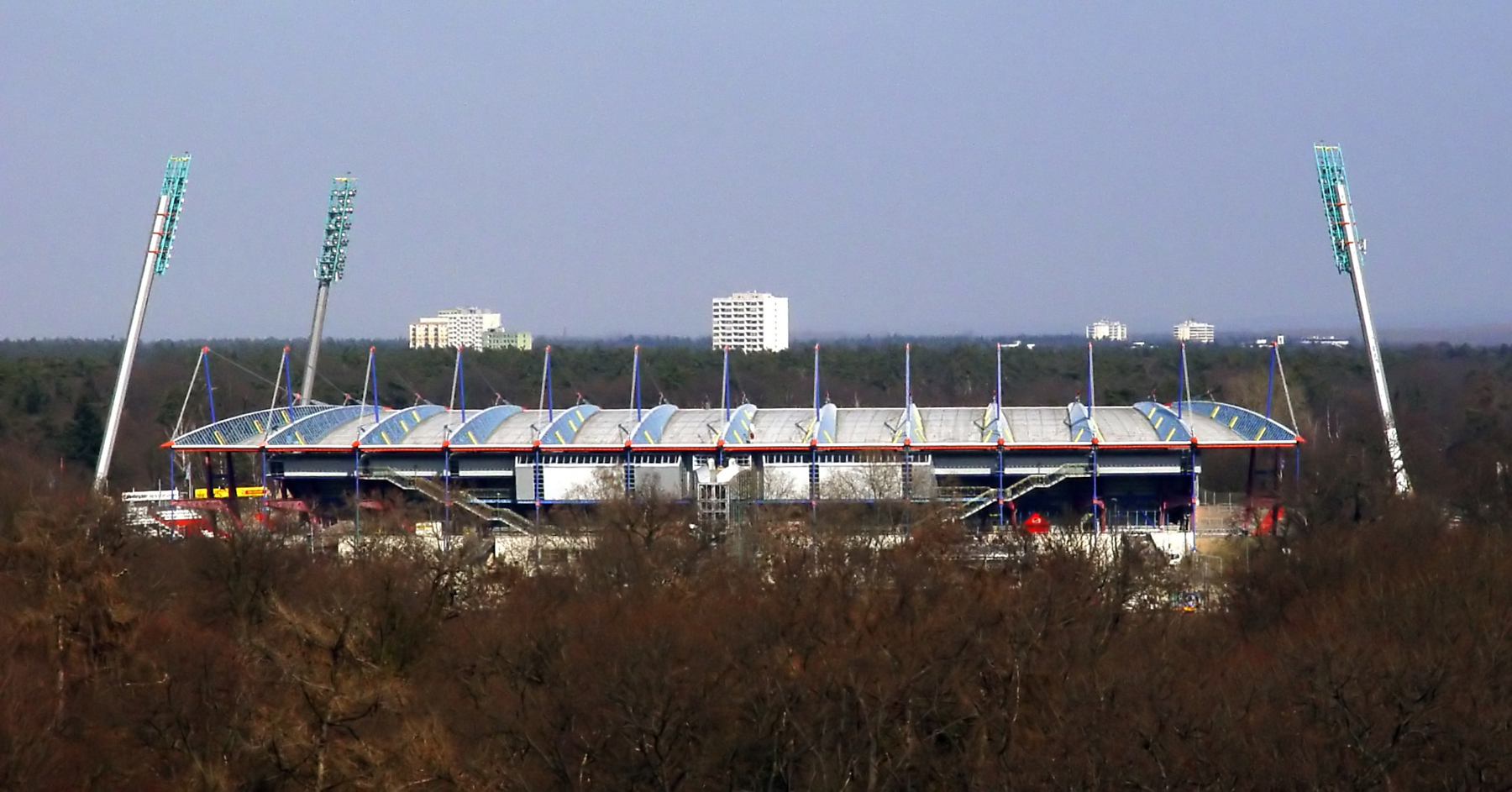
Wildparkstadion

Disputa els seus partits al Wildparkstadion amb capacitat per uns 32.000 espectadors.

## Palmarès
- 1 Lliga alemanya de futbol: 1909.
- 2 Copa alemanya de futbol: 1955, 1956.
- 1 Copa Intertoto: 1996.

## Jugadors

### Plantilla 2024-25
A 3 febrer 2025
| N. | Pos. | Nac. | Jugador                                      |
| -- | ---- | --- | -------------------------------------------- |
| 1  | POR  | [[Fitxer:Flag of Germany.svg\|23x15px\|border \|alt=Alemanya\|link=Selecció de futbol d'Alemanya\|{{#if:\|]]                                         | Max Weiß                                     |
| 2  | DEF  | [[Fitxer:Flag of Germany.svg\|23x15px\|border \|alt=Alemanya\|link=Selecció de futbol d'Alemanya\|{{#if:\|]]                                         | Sebastian Jung                               |
| 4  | DEF  | [[Fitxer:Flag of Germany.svg\|23x15px\|border \|alt=Alemanya\|link=Selecció de futbol d'Alemanya\|{{#if:\|]]                                         | Marcel Beifus                                |
| 5  | MIG  | [[Fitxer:Flag of Germany.svg\|23x15px\|border \|alt=Alemanya\|link=Selecció de futbol d'Alemanya\|{{#if:\|]]                                         | Robin Heußer                                 |
| 6  | MIG  | [[Fitxer:Flag of Germany.svg\|23x15px\|border \|alt=Alemanya\|link=Selecció de futbol d'Alemanya\|{{#if:\|]]                                         | Leon Jensen                                  |
| 8  | MIG  | [[Fitxer:Flag of Switzerland.svg\|23x16px\|border \|alt=Suïssa\|link=Selecció de futbol de Suïssa\|{{#if:\|]]                                        | Noah Rupp                                    |
| 9  | DAV  | [[Fitxer:Flag of Switzerland.svg\|23x16px\|border \|alt=Suïssa\|link=Selecció de futbol de Suïssa\|{{#if:\|]]                                        | Andrin Hunziker (cedit pel FC Basel)         |
| 10 | MIG  | [[Fitxer:Flag of Germany.svg\|23x15px\|border \|alt=Alemanya\|link=Selecció de futbol d'Alemanya\|{{#if:\|]]                                         | Marvin Wanitzek (capità)                     |
| 14 | DAV  | [[Fitxer:Flag of Denmark.svg\|23x15px\|border \|alt=Dinamarca\|link=Selecció de futbol de Dinamarca\|{{#if:\|]]                                      | Mikkel Kaufmann (cedit pel 1. FC Heidenheim) |
| 15 | MIG  | [[Fitxer:Flag of Bosnia and Herzegovina.svg\|23x15px\|border \|alt=Bòsnia i Hercegovina\|link=Selecció de futbol de Bòsnia i Hercegovina\|{{#if:\|]] | Dženis Burnić                                |
| 16 | DAV  | [[Fitxer:Flag of Germany.svg\|23x15px\|border \|alt=Alemanya\|link=Selecció de futbol d'Alemanya\|{{#if:\|]]                                         | Luca Pfeiffer (cedit pel VfB Stuttgart)      |
| 17 | MIG  | [[Fitxer:Flag of Germany.svg\|23x15px\|border \|alt=Alemanya\|link=Selecció de futbol d'Alemanya\|{{#if:\|]]                                         | Nicolai Rapp                                 |
| 18 | POR  | [[Fitxer:Flag of Germany.svg\|23x15px\|border \|alt=Alemanya\|link=Selecció de futbol d'Alemanya\|{{#if:\|]]                                         | Aki Koch                                     |
| 19 | MIG  | [[Fitxer:Flag of Tunisia.svg\|23x15px\|border \|alt=Tunísia\|link=Selecció de futbol de Tunísia\|{{#if:\|]]                                          | Louey Ben Farhat                             |

| N. | Pos. | Nac. | Jugador                                  |
| -- | ---- | --- | ---------------------------------------- |
| 20 | DEF  | [[Fitxer:Flag of Germany.svg\|23x15px\|border \|alt=Alemanya\|link=Selecció de futbol d'Alemanya\|{{#if:\|]] | David Herold                             |
| 21 | MIG  | [[Fitxer:Flag of Germany.svg\|23x15px\|border \|alt=Alemanya\|link=Selecció de futbol d'Alemanya\|{{#if:\|]] | Meiko Wäschenbach                        |
| 22 | DEF  | [[Fitxer:Flag of Austria.svg\|23x15px\|border \|alt=Àustria\|link=Selecció de futbol d'Àustria\|{{#if:\|]]   | Christoph Kobald                         |
| 24 | DAV  | [[Fitxer:Flag of Germany.svg\|23x15px\|border \|alt=Alemanya\|link=Selecció de futbol d'Alemanya\|{{#if:\|]] | Fabian Schleusener                       |
| 25 | MIG  | [[Fitxer:Flag of Germany.svg\|23x15px\|border \|alt=Alemanya\|link=Selecció de futbol d'Alemanya\|{{#if:\|]] | Lilian Egloff                            |
| 26 | DEF  | [[Fitxer:Flag of Germany.svg\|23x15px\|border \|alt=Alemanya\|link=Selecció de futbol d'Alemanya\|{{#if:\|]] | Benedikt Bauer                           |
| 28 | DEF  | [[Fitxer:Flag of Germany.svg\|23x15px\|border \|alt=Alemanya\|link=Selecció de futbol d'Alemanya\|{{#if:\|]] | Marcel Franke                            |
| 29 | DAV  | [[Fitxer:Flag of Germany.svg\|23x15px\|border \|alt=Alemanya\|link=Selecció de futbol d'Alemanya\|{{#if:\|]] | Lasse Günther (cedit pel FC Augsburg)    |
| 30 | POR  | [[Fitxer:Flag of Germany.svg\|23x15px\|border \|alt=Alemanya\|link=Selecció de futbol d'Alemanya\|{{#if:\|]] | Robin Himmelmann                         |
| 31 | DAV  | [[Fitxer:Flag of Germany.svg\|23x15px\|border \|alt=Alemanya\|link=Selecció de futbol d'Alemanya\|{{#if:\|]] | Bambasé Conté (cedit pel TSG Hoffenheim) |
| 32 | DEF  | [[Fitxer:Flag of Germany.svg\|23x15px\|border \|alt=Alemanya\|link=Selecció de futbol d'Alemanya\|{{#if:\|]] | Robin Bormuth                            |
| 33 | POR  | [[Fitxer:Flag of Kosovo.svg\|23x15px\|border \|alt=Kosovo\|link=Selecció de futbol de Kosovo\|{{#if:\|]]     | Mustafë Abdullahu (cedit pel Tirana)     |
| 39 | MIG  | [[Fitxer:Flag of Turkey.svg\|23x15px\|border \|alt=Turquia\|link=Selecció de futbol de Turquia\|{{#if:\|]]   | Efe-Kaan Sihlaroglu                      |

## Jugadors destacats
- Oliver Kahn
- Thomas Häßler
- Marco Engelhardt
- Michael Tarnat
- Mehmet Scholl

## Entrenadors destacats
- Winfried Schäfer, 1986-1998
- Jörg Berger
- Rainer Ullrich
- Jogi Löw
- Stefan Kuntz
- Lorenz-Günther Köstner
- Reinhold Fanz
- Edmund Becker